# Грегоре де Магальяеш да Сілва
Грегоре де Магальяеш да Сілва (порт. Gregore de Magalhães da Silva, нар. 2 березня 1994, Жуїз-ді-Фора) — бразильський футболіст, півзахисник клубу «Ботафогу». Виступав також за низку інших бразильських та закордонних клубів. Триразовий переможець Ліги Баїяно. Чемпіон Бразилії. Володар Кубка Лібертадорес.

## Ігрова кар'єра
Грегоре народився 1994 року в місті Жуїз-ді-Фора. Займався в юнацьких командах футбольних клубів «Тупі», «Тупінамбас» та «Сан-Жозе-дос-Кампос». У 2013 році розпочав виступи за основну команду клубу «Сан-Жозе-дос-Кампос», в якій грав до 2015 року, взявши участь у 43 матчах чемпіонату. Протягом 2015—2016 років футболіст грав у складі клубу «Сан-Карлос».
У 2016 році Грегоре перейшов до клубу «Сантус», але в основному складі клубу не заграв, і в 2018 році перейшов до клубу «Баїя». У складі нової команди футболіст став триразовим переможцем Ліги Баїяно. У 2021 році Грегоре перейшов до команди Major League Soccer «Інтер» (Маямі), в якій грав до 2024 року.
У 2024 році Грегоре пвернувся на батьківщину до клубу «Ботафогу». У складі команди футболіст у 204 році став чемпіоном Бразилії та володарем Кубка Лібертадорес.

## Титули і досягнення
- Переможець Ліги Баїяно (3):

«Баїя»: 2018, 2019, 2020
- Чемпіон Бразилії (1):

«Ботафогу»: 2024
- Володар Кубка Лібертадорес (1):

«Ботафогу»: 2024